# Сторожева, Вера Михайловна
Ве́ра Миха́йловна Сто́рожева (7 сентября 1958, Троицк, Челябинская область, РСФСР) — российский кинорежиссёр, сценарист и кинопродюсер, лауреат премии «Золотой святой Георгий» Московского кинофестиваля (за фильм «Путешествие с домашними животными», 2007).

## Биография
Вера Сторожева родилась в городе Троицк Челябинской области. В 1983 году окончила Московский государственный университет культуры, а в 1993 году — ВКСиР (мастерская Александра Митты). 
В 1989 году сыграла в фильме «Астенический синдром» у Киры Муратовой. 
Первой режиссёрской работой стал документальный фильм «Живой Пушкин» в 1999 году. В 2000 году картина получила «Специальный приз Академии Российского телевидения» на вручении премии ТЭФИ.

## Личная жизнь
Муж — Сергей Попов. Дочери — Анна (1981) и Ольга (1988).

## Фильмография

### Актриса
- 1987 — Лёгкая работа (короткометражный)
- 1989 — Астенический синдром — секретарь
- 1992 — Чувствительный милиционер — мечтательница
- 2004 — Богиня: как я полюбила — буфетчица Киля
- 2004 — Француз — учительница
- 2024 — Шифр (4 сезон, 4 серия) — клиентка фотоателье «Луч»

### Режиссёр

#### Полнометражные фильмы
- 2002 — Небо. Самолёт. Девушка
- 2005 — Греческие каникулы
- 2007 — Путешествие с домашними животными
- 2009 — Скоро весна
- 2010 — Компенсация
- 2010 — Москва, я люблю тебя! (новелла «Скрипач»)
- 2011 — Мой парень — ангел
- 2014 — 9 дней и одно утро
- 2016 — Сдаётся дом со всеми неудобствами
- 2021 — Мария. Спасти Москву

#### Телесериалы
- 2012 — Развод
- 2019—2024 — Шифр
- 2026 — Лиля (в производстве)

#### Телефильмы
- 2004 — Француз
- 2005 — Люби меня
- 2016 — В зоне доступа любви

#### Документальные фильмы
- 1996 — Последнее путешествие Гоголя
- 1996 — Трагедия Льва Толстого
- 1997 — Могилы моей не ищите
- 1997 — Петроградский Реквием
- 1999 — Живой Пушкин

#### Короткометражные фильмы
- 1992 — Развод

### Сценаристка
- 1992 — Развод
- 1997 — Три истории
- 2005 — Люби меня (участие)
- 2019 — Шифр (участие)

### Продюсер
- 2005 — Люби меня
- 2011 — Мой парень — ангел
- 2014 — 9 дней и одно утро
- 2016 — В зоне доступа любви
- 2017 — Девушка с косой

### Неигровое кино
- 2001 — «Три дня в августе». Фильм Евгения Киселёва из цикла «Новейшая история», режиссёр (производство МНВК ТВ-6)[3]
- 2003 — «НТВ. Автопортрет», режиссёр (производство DIXI по заказу НТВ)[4]

## Награды и номинации
- 2000 — премия ТЭФИ — специальный приз (проект «Живой Пушкин»).
- 2007 — Московский международный кинофестиваль — главный приз «Золотой святой Георгий» (фильм «Путешествие с домашними животными»).
- 2007 — МКФ восточно-европейского кино в Коттбусе (фильм «Путешествие с домашними животными»):
  - приз за режиссуру,
  - приз FIPRESCI,
  - приз жюри Международной федерации киноклубов «Дон Кихот»,
  - приз экуменического жюри.
- 2007 — V фестиваль отечественного кино «Московская премьера» — специальный приз «За лёгкость дыхания в эпоху блокбастеров» (фильм «Путешествие с домашними животными»).
- 2014 — XXII кинофестиваль «Окно в Европу» (фильм «9 дней и одно утро»):
  - «Золотая ладья» — 3 место в программе «Выборгский счёт»,
  - Приз Медиаконгресса «Содружество журналистов» за лучший сценарий.
- 2014 — 12-й фестиваль отечественного кино «Московская премьера» — Гран-при (фильм «9 дней и одно утро»).[5]
- 2025 — Благодарность Президента Российской Федерации (25 марта 2025 года) — за заслуги в развитии отечественной культуры и искусства, многолетнюю плодотворную деятельность.[6]